# داريا بافليوشينكو
داريا ماكسيموفنا بافليوشينكو (الروسية: Дарья Максимовна Павлюченко، ولدت في 31 ديسمبر 2002) لاعبة متزلجة روسية ثنائي مع شريكها في التزلج ، دينيس خوديكين ، حاصلة على الميدالية البرونزية الأوروبية لعام 2020 ، والميدالية الفضية انترناتيونوكس دو فرانس 2019 و الفضية سكيت أمريكا 2019 ، و الجائزة الكبرى لهلسنكي 2018 و روستيليكوم 2018 الحائزة على الميدالية البرونزية. في وقت سابق من مسيرتهم المهنية ، فازوا بالميدالية الذهبية في بطولة العالم للناشئين 2018 والبرونزية في نهائي سباق الجائزة الكبرى للناشئين لعام 2017.